# Марин Гомес, Адриан
Адриа́н Мари́н Го́мес (исп. Adrián Marín Gómez; род. 9 января 1997, Торре-Пачеко, Мурсия) — испанский футболист, защитник клуба «Брага».

## Клубная карьера
Адриан Марин — воспитанник испанского клуба «Вильярреал», к академии которого он присоединился в 2009 году, в возрасте 12 лет. В сезоне 2013/14 юный футболист выступал за третью команду клуба в Терсере, также он провёл три игры за «Вильярреал B» в Сегунде B в тот же период.
14 сентября 2014 года 17-летний футболист дебютировал в Примере, выйдя в основном составе в гостевом поединке против «Гранады». Также Марин провёл ряд матчей в Лиге Европы осенью того же года. Сезон 2016/17 он отыграл на правах аренды за «Леганес», дебютировавший тогда в испанской Примере.